# 関西みらい銀行
株式会社関西みらい銀行（かんさいみらいぎんこう）は、大阪府大阪市中央区に本店を置く、りそなホールディングス傘下の地方銀行。
2019年4月1日に関西みらいフィナンシャルグループ傘下の近畿大阪銀行と関西アーバン銀行が合併して誕生した。存続会社は近畿大阪銀行であり、金融機関番号や本店所在地も近畿大阪銀行と同じである。

## 歴史

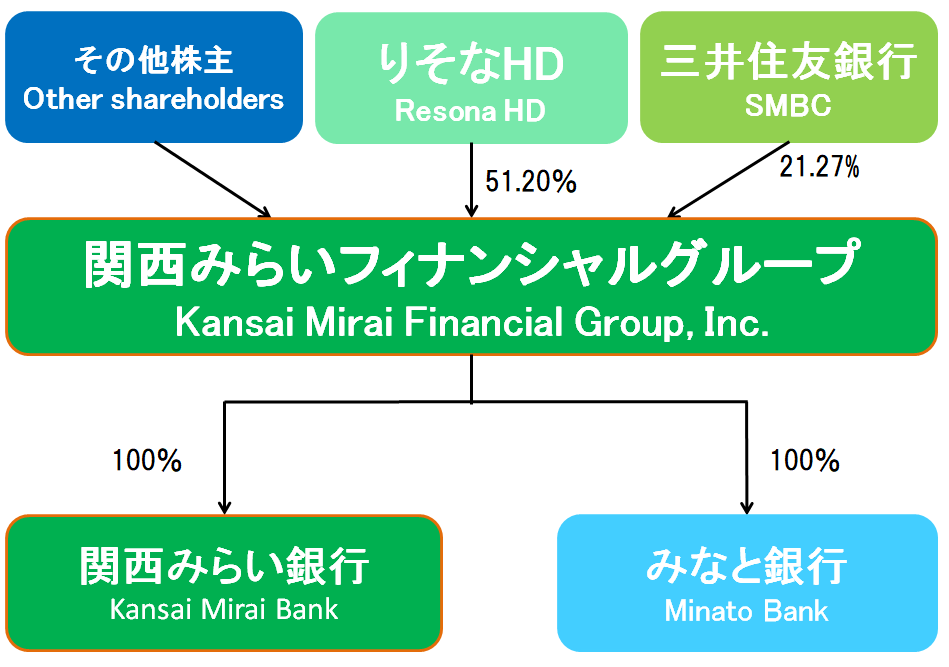
関西みらいFG全体の主な出資構成等

### 発足前史
関西みらい銀行の銀行法上の親金融機関等にあたるりそなホールディングスは、スーパーリージョナルバンクの創造を目標に掲げたリテールバンクとして、事業を行ってきた。とりわけ、関西地区におけるスーパーリージョナルバンクの構築は、りそな銀行の前身である大和銀行の時代より、大和銀ホールディングスの設立と奈良銀行や大阪銀行の子会社化などと言った形で行われてきたものであった。
一方で、発足前の2017年当時、関西アーバン銀行及びみなと銀行の親金融機関等であり、日本のメガバンクの1行でもある三井住友銀行やその金融持株会社である三井住友フィナンシャルグループにあっては、バーゼルIIIなどの国際的な金融規制の対象となっており、その規制強化により、資産の効率化による資本効率の向上が最重要課題となっていたうえ、ゼロ金利政策の継続で利ザヤが縮小しているうえに、人口減少で融資や手数料収入の増加が見込めず今後の先行きが不安視される地方銀行を傘下に抱えることはリスクとなっていた。こういった問題がある中で、傘下地銀2行を売却し自己資本比率を0.5％程度引き上げるなど、この課題をクリアすることが求められていた。更に、持ち合い株式を放出することで、コーポレート・ガバナンスの改善を図るというメリットもあった。このようななか、三井住友銀行及び三井住友フィナンシャルグループは、2013年から2014年にかけて、島根県に本店を置き山陰地方を地盤としつつ兵庫県及び大阪府への進出を模索する山陰合同銀行に対して、みなと銀行との経営統合を持ちかけるも、固辞されるなどしていた。また、関西アーバン銀行においても、びわこ銀行との経営統合以前に奈良県奈良市に本店を置く南都銀行の豊富な預金量を当て込んで経営統合を持ちかけ、統合後の名称を「都ホールディングス」とするところまで合意に至っていたなど、三井住友フィナンシャルグループの意向のみならず、各行においても地銀再編にコミットしようとする動きがあった。
こうした経緯もあり、関西地区でのグループの規模拡大を求めるりそなホールディングスと傘下地銀の早急な切り離しを目論む三井住友フィナンシャルグループの利害が一致したことから、両行の傘下にあり関西地区に本店を置くりそなホールディングス傘下の近畿大阪銀行及び三井住友フィナンシャルグループ傘下の関西アーバン銀行並びにみなと銀行が経営統合し関西みらいフィナンシャルグループを創設すること、そして、同FG傘下の近畿大阪銀行と関西アーバン銀行が合併することが決定した。
2017年9月26日、りそなホールディングス及び経営統合予定の3行が経営統合の最終合意に至る。あわせて各社より、関西みらいフィナンシャルグループ発足後の組織形態等の見通しが示され、2019年4月に大阪市中央区に本店を置き、大阪府内で営業エリアが大きく被る近畿大阪銀行と関西アーバン銀行の両行を合併させ、関西みらい銀行を発足させることが公表された。
2017年11月14日、当行の持株会社となる関西みらいフィナンシャルグループが設立され、段階を経て2018年4月1日に近畿大阪銀行と関西アーバン銀行のそれぞれが関西みらいフィナンシャルグループの完全子会社となる。
2018年10月22日、関西みらい銀行の発足に先立ち、両行合併時に重複することを避けるため、近畿大阪銀行と関西アーバン銀行のそれぞれにおいて、一部支店の店名及び店番の変更を実施。
2018年12月19日、2019年4月の発足を前に、当行の初代代表取締役社長に関西みらいフィナンシャルグループ代表取締役社長の菅哲哉が就任することが報道された。
2019年1月15日、近畿大阪銀行と関西アーバン銀行がそれぞれ「合併に伴うお知らせ」を公表。
2019年2月26日、関西みらい銀行発足時の新体制が公表される。
2019年3月29日、金融庁より近畿大阪銀行と関西アーバン銀行に対し、銀行法第30条第1項の規定に基づき、両行が合併し関西みらい銀行となることについて認可した旨が公表される。

### 発足当初
2019年4月1日、関西みらい銀行が発足し、大阪市中央区の本店で発足式が開催される。
発足と同時に、旧関西アーバン銀行傘下の「関西アーバン銀リース株式会社」を「関西みらいリース株式会社」に、旧近畿大阪銀行傘下の「近畿大阪信用保証株式会社」を「関西みらい保証株式会社」に商号変更したほか、旧関西アーバン銀行傘下の「株式会社関西クレジット・サービス」が個人ローン部門信用保証業務を関西総合信用株式会社に吸収分割したうえでりそなカード株式会社完全子会社となり、りそなカードに吸収合併された。

### 勘定系システムの統合
旧近畿大阪銀行及び旧関西アーバン銀行の両行の勘定系システムの統合を2019年10月15日に実施した。これにより、同行のすべての店舗・ATMで、同社（並びにりそな銀行及び埼玉りそな銀行）の通帳の利用及びキャッシュカードを利用した入金が可能になった。
なお、システム統合後は、旧関西アーバン銀行の通帳（もともと関西アーバン銀行だった関西みらい銀行の店舗で発行した通帳を含む）は、合併後、窓口では一切の使用ができなくなり、来店時に窓口での切り替えが必要となる。

## 沿革
2019年
4月1日 - 近畿大阪銀行と関西アーバン銀行が合併し、関西みらい銀行が発足。
10月15日 -  旧関西アーバン店舗の勘定系システムのりそな統合システムへの移行（勘定系システムの統合）が完了。
2020年
8月24日 - 富田支店をりそな銀行高槻富田支店内に移転して店舗共同化。以後、10数店を順次店舗共同化。
10月19日 - 堺筋営業部を、りそなグループ大阪本社ビルの3Fに移転（同時に、堺筋本町支店をブランチインブランチ）。合併直前以来、名実ともに本店ビルの店舗として機能することになった。
2021年
4月1日 - 信託業務の兼営認可を取得し業務を開始。
2022年
1月17日 - 池田泉州銀行並びに滋賀銀行と提携して、同日から3行間における他行ATM利用手数料の無料化及び引き下げを開始予定。
2024年
1月22日 - 心斎橋営業部を、りそなグループ大阪本社ビルの3Fに移転し、堺筋営業部と旧本店同士のブランチインブランチ化。

## 店舗の移転統合
ブランチインブランチ実施店舗
| 店名           | 移転先店名     | 旧住所                  | 移転日         |
| -------------- | -------------- | ----------------------- | -------------- |
| 名古屋中央支店 | 名古屋支店     | 名古屋市中区錦2-15-22   | 2019年11月11日 |
| 岸和田支店     | 岸和田駅前支店 | 大阪府岸和田市宮本町2-5 | 同年11月18日   |

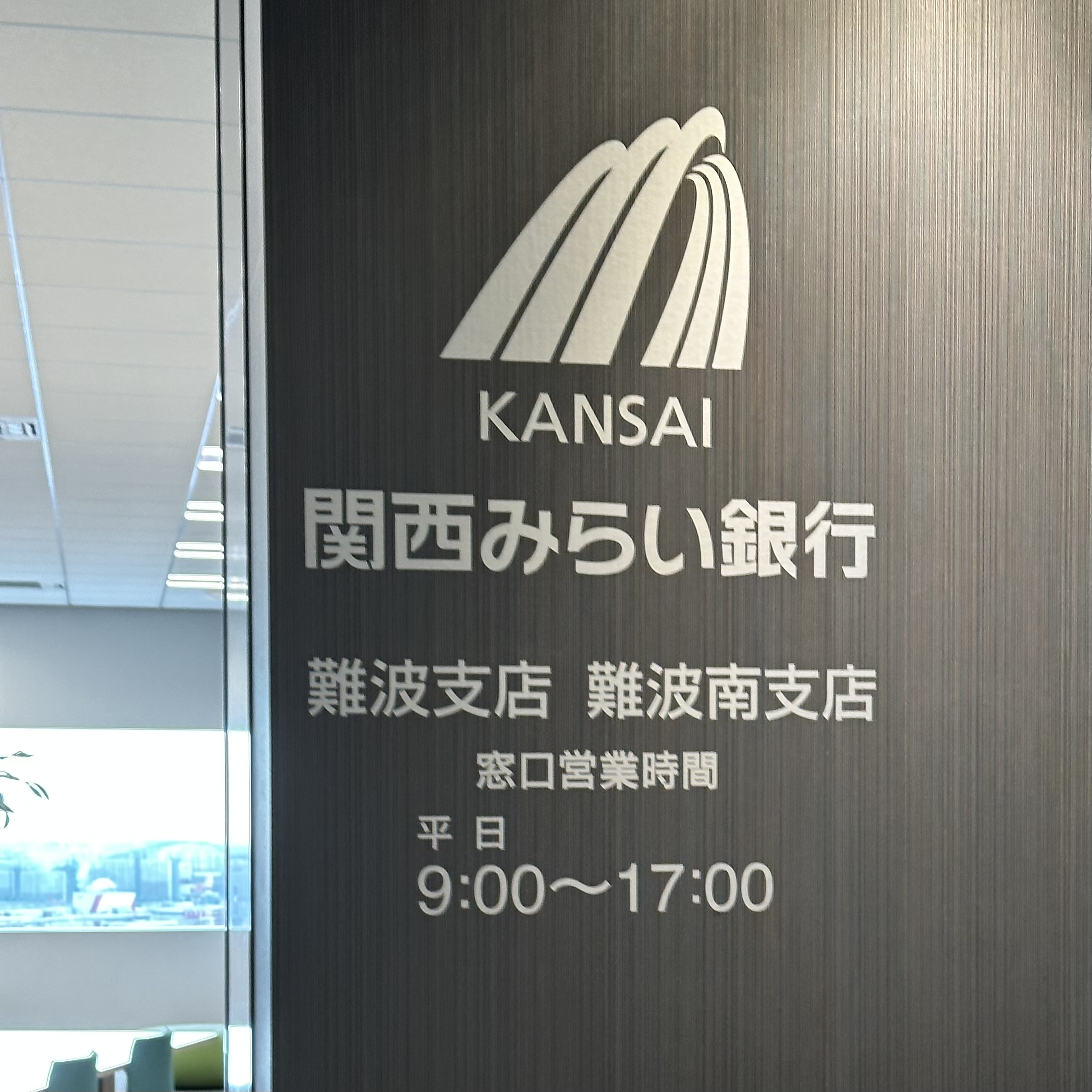
難波支店（旧近畿大阪銀行難波支店）は2020年に難波南支店（旧関西アーバン銀行難波支店）を取り込み、これまでに前身7銀行10支店を2支店1箇所に集約した

以後の統合店舗については、店舗移転のお知らせ を参照。

## 歴代社長
| 代数 | 氏名     | 在任期間              | 出身校             |
| ---- | -------- | --------------------- | ------------------ |
| 初代 | 菅哲哉   | 2019年4月 - 2023年3月 | 関西学院大学商学部 |
| 2代  | 西山和宏 | 2023年4月 -           | 京都大学工学部     |

## 関係会社

### 連結子会社
- 関西みらいリース株式会社
- 関西みらい保証株式会社
- 関西総合信用株式会社
- びわこ信用保証株式会社
- 株式会社びわこビジネスサービス
- 幸福カード株式会社

## 不祥事
- 2021年7月21日、元社員が顧客の金銭を着服していたと発表[43]。

## 脚註

### 註釈
1. ↑  2019年4月に銀行の合併が行われたが、SWIFTコードについては同年10月15日のシステム統合まで合併前の旧両行のものを使用していた。
2. ↑  関西みらい銀行の発行済株式のすべてを保有する関西みらいフィナンシャルグループは、自社の発行済株式の過半数をりそなホールディングスに保有されている[7]。銀行法施行令第四条の二の二及び同第四条の二第2項並びに銀行法施行規則第十四条の七の定義するところにより、銀行法第十三条三の二第2項に基づき、関西みらい銀行はりそなホールディングスの子金融機関等に当たることとされる[8][9][10]。
3. ↑  これについて、ロイター通信は、大手銀行傘下の地方銀行が系列の垣根を超えて統合することは珍しいとコメントしている[20]。
4. ↑  なお、神戸市に本店を置くみなと銀行については、関西みらい銀行には加わらず「県民銀行」としての経営に徹するとしている[26]。これについて、りそなホールディングスの幹部の一人は「みなとは形式的には関西みらいに加わるが、勝手にやらせてもらうと言っているようなもの」であるというコメントを月刊FACTAの取材に対して残している[16]
5. ↑  発足時に取締役社長に就任した菅哲也は「お客様の成功、地域活性化に全力を尽くす覚悟。『なくてはならない』と思ってもらえる銀行を目指す」「時代の転換期で銀行のあり方そのものが問われている。関西みらい銀行の存在感しっかり示せるよう、サービスを届けていきたい」等とコメントした[4][5][35]。
6. ↑  同日より、関西みらい銀行発足を記念した合併記念定期預金が発売される[36]。
7. ↑  池田泉州銀行が阪急電鉄と共同で運営しているステーションATM「Patsat」を含む。